# Unutarnja stanična masa
U ranoj embriogenezi većine plodvaša, unutarnja stanična masa (poznata i kao embrioblast) je nakupina stanica unutar ranog zametka iz koje se kasnije razviju konačne strukture ploda. Nastaje u najranijim koracima razvoja, prije implantacije zametka u endometrij maternice. Unutarnja stanična masa nalazi se u blastocelu (šupljina unutar blastociste) i potpuno je okružena slojem stanica koji nosi naziv trofoblast.

## Razvoj
Fizičko i funkcionalno razdvajanje unutarnje stanične mase od trofoektoderma je specifična pojava u razvoju sisavaca.  Nakon oplodnje u prvoj trećini jajovoda, zametak je podvrgnut relativno sporom procesu brazdanja kako bi nastala osmostaničn morula. Svaka stanica morule (blastomera) povećava dodirnu površinu sa susjednim stanicama u procesu kompakcije. To rezultira polarizacijom stanica unutar morule, te nakon daljnjih brazdanja nastaje blastocista sastavljena od otprilike 32 stanice.  Oko 12 unutarnjih stanica unutarnju staničnu masu, a 20 – 24 stanice stvaraju trofoektoderm koji ju okružuje.
Unutarnja stanična masa i trofoektoderm će proizvesti različite stanične tipove dok implantacija počinje i embriogeneza se nastavlja. Stanice trofoektoderma stvaraju izvanembrijska tkiva, koja igraju važnu ulogu u razvoju zametka. Nadalje, ove stanice pumpaju tekućinu u unutrašnjost blastociste, uzrokujući stvaranje polarizirane blastocistes unutarnjom staničnom masom pričvršćenom za trofoektoderm na jednom kraju (vidi ilustraciju). Ova razlika u staničnoj lokalizaciji uzrok je izloženosti unutarnje stanične mase šupljini ispunjenoj tekućinom kako bi se s jedne strane stvorio primitivni endoderm (ili hipoblast), dok se s druge strane stvara primitivni ektoderm (ili epiblast). 

## Matične stanice
Blastomere izolirane iz unutarnje stanične mase sisavaca koje se uzgajaju u kulturi su poznate kao embrionalne matične stanice. Kada se ove pluripotentne stanice uzgajaju u pažljivo koordiniranom mediju, mogu potaknuti razvoj sva tri zametna listića (ektoderm, endoderm i mezoderm).  Na primjer, transkripcijski faktor LIF4 je potreban kako bi embrionalne matične stanice miša opstal in vitro.  Blastomere su u ranoj blastocisti ograđene od izolirane unutarnje stanične mase. Njihovim transkripcijskim kodom upravljaju faktori Oct4, Sox2 i Nanog koji održavaju njihovo nediferencirano stanje.